# Inflikted
Inflikted es el álbum debut de Cavalera Conspiracy, la primera grabación de los hermanos Cavalera 12 años después de su última grabación juntos en 1996 con el álbum Roots de Sepultura.

## Información del álbum
Max Cavalera dijo que la música de Inflikted puede ser similar a los inicios de Sepultura de Thrash metal pero también con influencias de Death metal melódico y del Hardcore Punk. Además de Max e Igor Cavalera, Cavalera Conspiracy también trae al guitarrista líder Marc Rizzo de Soulfly y Joe Duplantier (guitarrista y vocalista de Gojira) en el bajo y las voces. Rex Brown de Pantera y Down como bajista invitado para la canción "Ultra-Violet", y en la canción "Black Ark" la colaboración del hijastro de Max, Richie Cavalera (de INCITE) en las voces. 
El álbum fue lanzado el 24 de marzo de 2008. Se hicieron dos versiones del video de "Sanctuary", una contiene las partes censuradas que el otro no. Ambos videos pueden ser encontrados en su página web oficial.

## Listado de canciones
1. "Inflikted" - 4:32
2. "Sanctuary" - 3:23
3. "Terrorize" - 3:37 (Dedicado a la memoria Jesse Pintado, de Terrorizer y Napalm Death)
4. "Black Ark" - 4:54
5. "Ultra-Violent" - 3:47  (con Rex Brown)
6. "Hex" - 2:37
7. "The Doom of All Fires" - 2:12
8. "Bloodbrawl" - 5:41
9. "Nevertrust" - 2:23
10. "Hearts of Darkness" - 4:29
11. "Must Kill" - 5:56

Todas las letras fueron escritas por Max Cavalera, excepto "Black Ark", escrita por Max Cavalera y Ritchie Cavalera. Toda la música hecha por Max Cavalera, excepto "Ultra-Violent"", hecha por Max Cavalera y Joe Duplantier.

## B-Sides
1. "The Exorcist" (versionando a Possessed) - 3:26
2. "In Conspiracy" - 3:51

## Sencillos
1. "Sanctuary"

## Intérpretes
- Max Cavalera - Voces, guitarra rítmica
- Igor Cavalera - Batería y percusión
- Marc Rizzo - Guitarra líder y rítmica, voces adicionales en "Sanctuary"
- Joe Duplantier - Bajo, guitarra rítmica en "Inflikted", "Dark Ark" y "Ultra-Violent", voces adicionales en "Dark Ark" y "Ultra-Violent"

### Artistas invitados
- Rex Brown (Down, Pantera) - Bajo en "Ultra-Violent"
- Ritchie Cavalera - Voces en "Dark Ark"

- Datos: Q1516351